# ケン・ステイブラー
ケン・ステイブラー（Ken Michael "Snake" Stabler，1945年12月25日- 2015年7月8日）は、アラバマ州フォーリー出身のアメリカンフットボール選手。ポジションはクォーターバック。NFLのオークランド・レイダース（入団時はAFL所属）、ヒューストン・オイラーズ、ニューオーリンズ・セインツでプレーした。愛称はスネーク(The snake)。左利きである。第11回スーパーボウルの優勝QBである。勝負強いQBとしても知られており2009年にNFLフィルムズによるクラッチQBベストテンの第6位に選ばれている。

## 経歴

### 高校時代
ステイブラーはフットボール選手としてフォーリー高校にリクルートされた。ステイブラー在籍時のチームの通算成績は29勝1敗であった。また高校時代彼はマルチアスリートとして活躍し、バスケットボールでは1試合平均29得点をあげ、野球では投手を務め、ヒューストン・アストロズとニューヨーク・ヤンキースのマイナーチームからも入団の誘いを受けた。この頃、蛇のように蛇行しながらタッチダウンランを決めるプレイスタイルから、「スネーク」というニックネームは名付けられた。

### 大学時代
ステイブラーは、有名なヘッドコーチ、ポール・ブライアント（ベア・ブライアント）率いるアラバマ大学にリクルートされ、1964年にチームの一員となった。当時のNCAAの規定では、新人選手は試合に出場できなかったので、ステイブラーは1964年のシーズンが終わるのをじっと待つことになった。このシーズン、名QBジョー・ネイマスを擁するアラバマ大学はナショナルチャンピオンシップに勝利した。
1965年のシーズン、ネイマスがAFLのニューヨーク・ジェッツにドラフトされたため、ステイブラーはQBスティーブ・スローンの控えとして起用された。この年もアラバマ大は9勝1敗1分で終えてナショナルチャンピオンシップに勝利し、ネブラスカ大学とのオレンジボウルも39-28で勝利した。
1966年のシーズン、ステイブラーはQBとしてフル出場を果たした。彼の率いるチームは負け知らずの11勝無敗でシーズンを終え、ネブラスカ大とのシュガーボウルも34-7で勝利した。輝かしい記録を残したにもかかわらず、ノートルダム大学やミシガン州立大学に次ぐ全米3位に終わった。
最終学年となった1967年のシーズン、まだ完璧とは言えないものの、ステイブラーへの期待は高かった。
ブライアントはステイブラーが授業をさぼってパーティーに行くため、ステイブラーは出場停止処分を受けた。アラバマ大は8勝2敗1分けを記録したものの、ライバルのテネシー大学戦ではステイブラーは5インターセプトを喫して敗れた。
シーズンでは精彩を欠いていたステイブラーだったが、オーバーン大学とのアイアンボウルでは印象的な活躍をした。
大雨が降る中で行われたゲームは、3-0でアラバマ大が負けていた。
しかし、ステイブラーは泥の中を走って53ヤードの決勝タッチダウンランを決め、試合は7-3でアラバマ大の勝利に終わった。これはアラバマ大学のフットボール史上に名高い、「泥の中のラン」（"Run in the Mud"）である。
通算28勝3敗2分けで、ステイブラーは大学でのキャリアを終えた。

### オークランド・レイダース
1968年、ステイブラーは当時AFLに所属していたオークランド・レイダースにドラフト2巡目で指名された。
1972年のプレイオフ、ピッツバーグ・スティーラーズ戦において、ステイブラーはNFLで初めて注目を浴びるようなプレーをした。当時の先発QB、ダリル・ラモニカの代わりに途中出場したステイブラーは、第4クォーター残り1分17秒に31ヤードのタッチダウンランを決めて7-6と逆転した。試合終了間際、テリー・ブラッドショーからジョン・フッカに投げられたパスに対してジャック・テイタムの激しいヒットによりボールは大きく跳ね返り、これをフランコ・ハリスがキャッチ、逆転タッチダウンをあげてレイダースは敗れた。
その後、膝を故障したステイブラーはスクランブルを減らし、人並み外れたセンスを生かし、バックステップして正確にパスを投げる古典的なプレースタイルに転向した。ステイブラーの全盛期において彼のパスを受けていたのは、快速のクリフ・ブランチ、後にプロフットボール殿堂入りを果たしたキャッチ能力に優れたポゼッションレシーバー、フレッド・ビレトニコフ、同じく殿堂入りしているTE、デイブ・キャスパーらであった。
レイダースの先発QBになってから、ステイブラーはAFCを代表する選手となり、プロボウルに1973年から1977年まで5年連続で選出、1974年と1976年にはAFC最優秀選手及びオールプロに選ばれ、1976年にはNFLトップの27タッチダウン、QBレイティング103.4も記録した。またレイダースのチーム記録となる143回連続インターセプトなしの記録も保持している。
1974年シーズン、12勝2敗でAFC西地区優勝を果たしたチームは、11勝3敗でAFC東地区優勝を果たしスーパーボウル3連覇を狙うマイアミ・ドルフィンズと12月21日にオークランド・コロシアムでのプレーオフで対戦した。この試合開始直後のキックオフリターンでドルフィンズのナット・ムーアが89ヤードのリターンTDを決めて先制、第2Qにステイブラーからチャーリー・スミスへの31ヤードのTDパスで同点とした。前半残り時間でラリー・ゾンカ、ジム・キイク、ベニー・マローンなどのランを中心に前進したドルフィンズがガロ・イェプレミアンによるFGで3点を追加して、レイダースは7-10と3点リードされて前半が終了した。第3Qにフレッド・ビレトニコフへの13ヤードのTDパスが決まり14-10と逆転した。その後レイダースはポール・ウォーフィールドへのTDパスを決められたがトライフォーポイントをババ・スミスがブロックし14-16となった。第4QにドルフィンズがFGを成功させて試合は14-19と5点差になり、残り4分54秒でレイダースが自陣17ヤードからの攻撃権を獲得した。このドライブでステイブラーはクリフ・ブランチへの72ヤードのTDパスを成功、ジョージ・ブランダもトライフォーポイントを成功させて21-19とレイダースは残り4分37秒を残して逆転した。残り2分08秒にドルフィンズはベニー・マローンの23ヤードのTDランで再び21-26とレイダースは5点差を追うこととなった。自陣32ヤードからのドライブでチームには2ミニッツ・ウォーニング及びタイムアウトが3回残っていた。フレッド・ビレトニコフへの18ヤード、20ヤードのパスなどでステイブラーはボールを前進させ、残り24秒にステイブラーはQBサックされそうになりながら3人のディフェンスに囲まれたクラレンス・デービスに8ヤードのTDパスを決めて28-26と再逆転を果たした。このプレーは「The Sea of Hands」として知られている。その後のドルフィンズの攻撃も最後はフィル・ビラピアーノがボブ・グリーシーのパスをインターセプトして試合は終了した。
1976年、レイダースは怪我人が続出し4-3ディフェンスから3-4ディフェンスに急遽変更する必要に迫られたが開幕戦でピッツバーグ・スティーラーズを破り、シーズン最後の10試合を全勝するなど13勝1敗でレギュラーシーズンを終えた。プレーオフ初戦で、レギュラーシーズンに17-48で唯一敗れた相手、ニューイングランド・ペイトリオッツと対戦した。この試合でも第3Q終了時点で10-21とリードを許したが、第4Qに際どい判定で相手ディフェンスのレイ・ハミルトンがラフィング・ザ・パサーの反則を犯したという判定を味方につけて、残り10秒ステイブラーは1ヤードのTDランを決めて24-21と勝利した。AFCチャンピオンシップゲームでは3連覇を狙うピッツバーグ・スティーラーズと対戦、フランコ・ハリスとロッキー・ブライアーを欠いた相手を24-7で破り、チームは第2回スーパーボウル以来9年ぶりのスーパーボウル出場を決めた。1977年1月の第11回スーパーボウルでレイダースはオフェンスがスーパーボウル記録となる429ヤード（前半だけでこれもスーパーボウル記録の288ヤードを獲得）を獲得、ミネソタ・バイキングスを32-14で下し、チーム初のスーパーボウル制覇を果たした。ステイブラーもキャスパーへのTDパスを成功させている。
1977年10月16日のデンバー・ブロンコス戦では7インターセプトを喫した。12月24日のプレーオフ、ボルチモア・コルツ戦の第4クォーター残り1分を切り、28-31と3点差のビハインド、第3ダウンロングの状況でステイブラーはゴースト・トゥー・ザ・ポストとして今なお語り継がれるキャスパーへのパスを決めた。その後、エロール・マンによる同点FGが決まり試合はオーバータイムに持ち越され、最後はステイブラーからキャスパーへの10ヤードTDパスが決まり、37-31で試合に勝利した。
1978年9月10日にサンディエゴ・スタジアムで行われたサンディエゴ・チャージャーズとの試合でステイブラーのファンブルしたボールがエンドゾーン方向にこぼれ最後はデイブ・キャスパーがリカバーしタッチダウンをあげたが、論議を呼び翌年よりルール改正が行われた。 このプレーは、ホーリーローラーと呼ばれている。
1979年12月3日のニューオーリンズ・セインツ戦では一時14-35と21点差をつけられたが第4Qに3本のTDパスを決めてチームを逆転勝利させた。
レイダースに在籍した12シーズンで彼はパス成功1,486で19,078ヤードを投げて150TDパスを成功させた。

### ヒューストン・オイラーズ
1980年のシーズン、ホールドアウトにより契約交渉が長引いた彼はアル・デービスレイダースオーナーがステイブラー以上の強肩のQBを欲したこともありダン・パストリーニとのトレードでヒューストン・オイラーズに移籍した。オイラーズは、チームが今までピッツバーグ・スティーラーズを破りスーパーボウル出場を果たせなかった理由を、ステイブラーのようなQBの不在と見ていた。パストリーニは故障で先発QBの座をジム・プランケットに奪われ、プランケット擁するレイダースは、プレーオフでステイブラーを擁するオイラーズを下しその後第15回スーパーボウルを制した。
ステイブラーは1981年もオイラーズでプレーした。

### ニューオーリンズ・セインツ
オイラーズのヘッドコーチのバム・フィリップスは、ニューオーリンズ・セインツのヘッドコーチに就任するにあたり、ステイブラーの気骨を気に入っていたため、ステイブラーを一緒に入団させた。その後、ステイブラーは3年間セインツでプレーし、1984年にNFLでのキャリアを終えた。

## 引退後
引退後はCBSのNFL解説者として活動し、後にアラバマ大学の試合のラジオ中継の解説を務めた。2000年にはサンフランシスコ湾ベイエリアのスポーツ殿堂に選ばれている。
1995年、2001年に続き2008年に飲酒運転の疑いで3度目の逮捕をされ、解説者の座はトム・ロバーツにとってかわられた。飲酒運転については後に無罪の判決が言い渡されたが、アラバマ大学は、ステイブラーを解説者として復帰させないと発表した。
2015年に死去した。69歳没。
2016年2月8日、エドワード・デバルトロ、トニー・ダンジー、ブレット・ファーブ、ケビン・グリーン、マービン・ハリソン、オーランド・ペース、ディック・スタンフェルと共にプロフットボール殿堂入りすることが発表された。

## 人物
- 最初の妻と1968年に結婚したが1971年に離婚、2人目の妻とは1971年から1978年までともに過ごした。女優の、Rose Molly Burch と1984年に結婚したが現在離婚協議中である。
- 3人の娘がいるがその内2人は彼の母校アラバマ大学へ進学した[19]。
- 女性ファンと親密な関係を持つなどジョー・ネイマスやボビー・レーン（英語版）のようにプレイボーイとして知られている[20]。半面、ナイトクラブのジュークボックスの明かりでプレイブックを読むなど、研究熱心な性格でも知られている。
- 1974年彼はワールド・フットボール・リーグ（英語版）（WFL）のバーミングハム・アメリカンズ（英語版）からのドラフト指名を受けた[21]。南部で生まれ育った彼はこの指名を大いに喜んだがWFLでプレーすることはなく、同リーグは1975年に解散することとなった。
- オイラーズ時代、「ステイブラーの蛇毒」なる清涼飲料が売り出されたことがある。ステイブラーの自叙伝によると、「まさに名前の通りの味」がしたという。
- 先発QBとして150試合目で100勝に到達し、それまでの最速記録であったジョニー・ユナイタスの153試合の記録を塗り替えた。この記録は後にジョー・モンタナとトム・ブレイディに塗り替えられたが、今なお歴代3位の記録であり[22]、左投げのQBとしては最速記録である。またレイダースのQBとして最多勝記録を保持している[23]。
- 1970年代のオールディケイドチームに選出されているQBで唯一殿堂入りしていないがフィールド外のスキャンダルが主原因と考えられている[24]。（他の二人はテリー・ブラッドショーとロジャー・ストーバック）。殿堂選考委員会の一員であるスポーツ・イラストレイテッドのポール・ジマーマンは自分が生きている間、ステイブラーの殿堂入りには反対すると述べている[20]。
- プロレスラーのジェイク・ロバーツは大のフットボールファンであり、ステイブラーのニックネーム、スネークをもらい自らのニックネームとした[25]。
- 晩年は記憶障害や頭痛等の症状に悩まされていたため、死後本人の希望でボストン大学に遺体が献体され、脳にCTEを患っていたことが判明した[26]。